# 141
141（百四十一、ひゃくよんじゅういち）は自然数、また整数において、140の次で142の前の数である。

## 性質
- 141は合成数であり、約数は 1, 3, 47 と 141 である。
  - 約数の和は192。
- 46番目の半素数である。1つ前は134、次は142。
  - 141, 142, 143と半素数が3連続する5番目の組合わせである。1つ前は121、次は201。
  - 約数の個数が3連続で同じになる4番目の数である。1つ前は93、次は201。
- 24番目の回文数である。1つ前は131、次は151。
- 1～13までの約数の和である。1つ前は127、次は165。
- 各位の和が6になる12番目の数である。1つ前は132、次は150。
- 各位の積が4になる7番目の数である。1つ前は122、次は212。(オンライン整数列大辞典の数列 A199987)
- n = 141 のとき n × 2n + 1 の形で素数となる2番目のカレン素数となる。1つ前は1、次は4713。

141 × 2141 + 1 = 393050634124102232869567034555427371542904833
- 141番目の三角数は10011で初めて5桁の数になる。いいかえると1から自然数を加えていくと141で初めて5桁になる。1つ前は45、次は447。(オンライン整数列大辞典の数列 A068092)
- 141 = 22 + 42 + 112 = 42 + 52 + 102
  - 3つの平方数の和2通りで表せる32番目の数である。1つ前は139、次は147。(オンライン整数列大辞典の数列 A025322)
  - 異なる3つの平方数の和2通りで表せる17番目の数である。1つ前は138、次は150。(オンライン整数列大辞典の数列 A025340)
- 141 = 42 + 53
  - n = 4 のときの n2 + (n + 1)3 の値とみたとき1つ前は73、次は241。(オンライン整数列大辞典の数列 A168297)
  - 141 = 23 + 23 + 53
    - 3つの正の数の立方数の和1通りで表せる21番目の数である。1つ前は136、次は153。(オンライン整数列大辞典の数列 A025395)

## その他141に関すること
- 141ビルの略称 - 核テナントは仙台三越定禅寺通り館。
- 西経141度はアメリカ合衆国アラスカ州とカナダの国境を成している。
- 西暦141年
- JR北海道キハ141系気動車
- JR西日本キヤ141系気動車
- 第141代ローマ教皇はヨハネス18世（在位：1004年1月～1009年6月）である。
- フランス国鉄141R形蒸気機関車
- 元日から141日目は5月21日。
- 141 × 10−2 = 1.41 は √2 の近似値である。√2 = 1.41421356…。(オンライン整数列大辞典の数列 A002193)
  - 1.41 は {\displaystyle {\sqrt[{\pi }]{3}}} の数字列である。(オンライン整数列大辞典の数列 A205296)